# Leichtathletik-Europameisterschaften 2010/Teilnehmer (Bulgarien)
Bulgarien meldete sechzehn Sportler – sieben Männer und neun Frauen – für die Leichtathletik-Europameisterschaften 2010 vom 27. Juli bis zum 1. August in Barcelona.
| Wettbewerb        | Männer                                                    | Frauen                                                                                                   |
| ----------------- | --------------------------------------------------------- | --- |
| 100 m             |                                                           | Inna Eftimowa (26. Platz) Iwet Lalowa (18. Platz)                                                        |
| 200 m             | Jordan Ilinow (31. Platz)                                 | |
| 400 m             |                                                           | Wanja Stambolowa (nicht gestartet)                                                                       |
| 400 m Hürden      |                                                           | Wanja Stambolowa (Silber)                                                                                |
| Hochsprung        | Wiktor Ninow (15. Platz)                                  | Wenelina Wenewa-Mateewa (22. Platz)                                                                      |
| Stabhochsprung    | Spas Buchalow (25. Platz)                                 | |
| Weitsprung        | Nikolaj Atanassow (kein gültiger Versuch)                 | |
| Dreisprung        | Momschil Karailjew (14. Platz) Schiwko Petkow (22. Platz) | Andriana Banowa (18. Platz) Petja Datschewa (kein gültiger Versuch)                                      |
| Kugelstoßen       | Georgi Iwanow (22. Platz)                                 | Radoslawa Mawrodjewa (18. Platz)                                                                         |
| 4 × 100 m Staffel |                                                           | (15. Platz) Petja Datschewa Inna Eftimowa Monika Gaschewska Gabriela Lalewa Iwet Lalowa Wanja Stambolowa |